# Carbonara di Po
Carbonara di Po és un municipi situat al territori de la província de Màntua, a la regió de la Llombardia, (Itàlia).
Carbonara di Po limita amb els municipis de Bergantino, Borgofranco sul Po, Castelnovo Bariano, Magnacavallo i Sermide.
Pertanyen al municipi les frazioni de Carbonarola i Cavo.

## Galeria

Localització de Carbonara di Po a la província de Màntua